# Motley (Virginia)
Motley è un census-designated place (CDP) degli Stati Uniti d'America, situato nello stato della Virginia, nella contea di Pittsylvania.